# Molnár Sándor (labdarúgó, 1933)
Molnár Sándor (Vasvár, 1933. január 1. – 2007. augusztus) labdarúgó, hátvéd.

## Pályafutása
Vasváron kezdett el futballozni. Innen igazolt a Szombathelyi, majd a Székesfehérvári Honvédhoz. A Kaposvári Kinizsi játékosaként mutatkozott be az NB II-ben. 1957 és 1963 között a Haladás labdarúgója volt. Összesen 99 élvonalbeli bajnoki mérkőzésen szerepelt. Több alkalommal tagja volt a magyar B-válogatottnak.